# Тимоновский сельсовет (Дмитровский район)
Тимоновский сельсовет — упразднённая административно-территориальная единица, существовавшая на территории Московской губернии и Московской области до 1939 года.
Тимоновский сельсовет был образован в первые годы советской власти. По данным 1918 года он входил в состав Тимоновской волости Дмитровского уезда Московской губернии.
По данным 1926 года в состав сельсовета входили село Тимоново, деревни Ковригино, Кузнецово, Носково, а также лесопильный завод и сторожка.
В 1929 году Тимоновский с/с был отнесён к Дмитровскому району Московского округа Московской области.
17 июля 1939 года Тимоновский с/с был упразднён. При этом селения Ковригино, Носково и Тимоново были переданы в Ольявидовский с/с, а селение Кузнецово — в Якотский с/с.